# Андер, Ева
Ева Андер (нем. Eva Ander; 31 октября 1928, Дрезден — 25 января 2004, Дрезден) — немецкая пианистка и музыкальный педагог.
Окончила Дрезденскую академию музыки и театра (1950), ученица Иоганнеса Шнайдера-Марфельса и Тео Отера. Дебютировала как солистка в 1949 году, неоднократно выступала с Дрезденским филармоническим оркестром и Саксонской государственной капеллой. Была известна в Германии совместными выступлениями со своим мужем Рудольфом Дункелем, исполняя произведения для двух фортепиано и особенно для фортепиано в четыре руки. После смерти мужа (1995), часто аккомпанировавшего Тео Адаму, заменила его в нескольких концертах. Записала Пятый фортепианный концерт Людвига ван Бетховена, ряд сочинений композиторов ГДР.
В 1951—1963 гг. жила и работала в Берлине, преподавала в Берлинской высшей школе музыки имени Эйслера. Затем вернулась в Дрезден и до 1989 г. преподавала в Дрезденской высшей школе музыки, с 1972 г. профессор.